# 皮埃尔·若克斯
皮埃尔·若克斯（法語：Pierre Joxe，法語發音：[pjɛʁ ʒɔks]；1934年11月28日—），法国政治人物。曾任国防、内政部长。

## 生平
毕业于巴黎政治学院、国家行政学院，1960年代进入审计法院工作。他的父亲路易曾在1967年至1968年担任司法部长。
1971年支持密特朗当选社会党第一书记。1973年当选索恩-卢瓦尔选区国民议会议员。1973年至1979年，担任索恩-卢瓦尔省议会主席。1977年至1983年，担任索恩河畔沙隆副市长。1977年至1979年，担任欧洲议会议员。1979年至1982年，担任勃艮第大区议会主席。
1981年密特朗当选法国总统后，他在中央政府担任职务。1981年5月至6月，短暂担任工业部长。1981年至1984年，担任国民议会社会党党团主席。1984年至1986年，担任内政和权力下放部长。1986年至1988年，再次担任国民议会社会党党团主席。1988年至1991年，担任内政部长。1991年接替辞职的让-皮埃尔·舍韦内芒担任国防部长。1993年改任法国审计法院首席庭长。2001年至2010年，担任法国宪法委员会委员。